# Steynton
Steynton är en ort i Storbritannien.   Den ligger i kommunen Pembrokeshire och riksdelen Wales, i den södra delen av landet, 300 km väster om huvudstaden London. Steynton ligger 64 meter över havet och antalet invånare är 3 000.
Terrängen runt Steynton är platt. En vik av havet är nära Steynton åt sydväst. Runt Steynton är det ganska tätbefolkat, med 70 invånare per kvadratkilometer. Närmaste större samhälle är Milford Haven, 2,2 km sydväst om Steynton. Trakten runt Steynton består i huvudsak av gräsmarker.